# Ombadja
Ombadja es un municipio de la provincia de Cunene en Angola. En julio de 2018 tenía una población estimada de 345 490 habitantes.
Se encuentra ubicado al sureste del país, cerca del curso bajo del río Cunene y de la frontera con Namibia.